# تپه دژ کهنه (تیزه کهنه)
تپه دژ کهنه (تیزه کهنه) در شهرستان کهک، بخش مرکزی، روستای ابرجس واقع شده و این اثر در تاریخ ۲ آبان ۱۳۸۲ با شمارهٔ ثبت ۱۰۵۶۷ به‌عنوان یکی از آثار ملی ایران به ثبت رسیده است.